# Dasychira strigidentata
Dasychira strigidentata är en fjärilsart som beskrevs av Bethune-Baker 1911. Dasychira strigidentata ingår i släktet Dasychira och familjen tofsspinnare. Inga underarter finns listade i Catalogue of Life.